# Boris Dourov
Pour les articles homonymes, voir Dourov.
Boris Dourov, né le 12 mars 1937 à Slaviansk (oblast de Stalino en RSS d'Ukraine) et mort le 5 avril 2007 à Moscou, est un réalisateur et scénariste soviétique puis russe.

## Biographie
Boris Dourov est né à Slaviansk, dans la région de Donetsk (à l'époque nommée « oblast de Stalino »), en république socialiste soviétique d'Ukraine (aujourd'hui Ukraine). En 1955, il est diplômé de l'école Souvorov de Kazan et, en 1960, de l'école militaire supérieure d'ingénierie et d'aviation de la bannière rouge de Riga, nommée d'après le Komsomol de Lénine. Il décide ensuite d'associer sa vie au cinéma et entre au département de réalisation de l'Institut national de la cinématographie (VGIK). Il étudie dans l'atelier de Yakov Segel. Ses camarades de classe sont Stanislav Govoroukhine, Leonid Netchaïev et Valeri Roubintchik,.
En 1967, il est diplômé du VGIK et, la même année, il réalise avec Govoroukhine son premier film d'aventure sur l'alpinisme, La Verticale. Comme Vladimir Vyssotski l'a rappelé plus tard, c'est le premier film pour lequel il a écrit de la poésie et de la musique en tant qu'auteur. C'est l'une des raisons de la popularité du film : il s'est classé dixième parmi les films nationaux au box-office soviétique en 1967,. C'est également le début de la popularité de Vyssotski en tant qu'auteur-compositeur-interprète. En 1968, ses chansons tirées du film sont sorties pour la première fois sur un maxi 45 tours.
Par la suite, les carrières des deux réalisateurs ont divergé. Durov travaille pendant de nombreuses années dans différents studios du pays, s'essayant à différents genres, du drame à la comédie en passant par les films pour enfants et les films de guerre.
En 1979, les deux amis s'associent à nouveau et écrivent le scénario de Pirates du XXe siècle, « le premier film d'action soviétique », qui devient le film le plus célèbre de Dourov,. L'année de sa sortie, le film a été vu par 87,6 millions de personnes (un habitant de l'URSS sur trois), ce qui constitue un record absolu pour la distribution de films soviétiques. C'était également la première fois que des figures de karaté étaient montrées à l'écran.
Son drame suivant, Je ne peux pas dire adieu (ru) (1982), a été regardé par 34,6 millions de téléspectateurs et s'est classé quatrième sur la liste des films les plus populaires de l'année.
Après l'effondrement de l'Union soviétique, Dourov quitte le cinéma et ne revient qu'en 2001 pour travailler sur Signe secret (ru). Le téléfilm est diffusé en 2002 sur la chaîne TNT et suscite un grand engouement. En 2000, il reçoit le titre d'artiste émérite de la fédération de Russie (ru) pour ses services dans le domaine de l'art.
Boris Durov est décédé le 5 avril 2007 à Moscou des suites d'un accident vasculaire cérébral survenu quelques années auparavant,. Il est enterré au cimetière Mitinskoïe à côté de son épouse, l'artiste Zinaïda Nikolaïevna Dourova (1937-2003).

## Filmographie

### Réalisateur
- 1966 - La Verticale (Вертикаль)
- 1969 - Histoire d'un tchékiste (ru) (Повесть о чекисте)
- 1979 - Pirates du XXe siècle (Пираты ХХ века)
- 1982 - Je ne peux pas dire adieu (ru) (Не могу сказать «Прощай»)
- 1984 - Leader (ru) (Лидер)
- 2002 - Signe secret (ru) (Тайный знак) [long métrage]